# Leptochilus anthracinus
Leptochilus anthracinus är en stekelart som beskrevs av Parker 1966. Leptochilus anthracinus ingår i släktet Leptochilus och familjen Eumenidae. Inga underarter finns listade i Catalogue of Life.